# شعار بنين
شهد شعار بنين عدة تغيرات متعاقبة ابتداء من جمهوربة داهومي (الاسم القديم للبنين) مرورا بالجمهورية الشعبية وأخيرا جمهورية بنين.

## تركيبة الشعار
يتكون الشعار من :
- الدرع مقسم إلى أربع أجزاء تبرز : قصر سومبا - صليب بثماني أطراف - نخلة - سفينة شراعية
- على يمين الدرع ويساره فهدين
- أعلى الدرع، قرنان يخرج منهما الذرى
- تحت الدرع، الشعار المكتوب Fraternité - Justice - Travail (أخوة - عدالة - عمل)

## الشعارات المتتالية

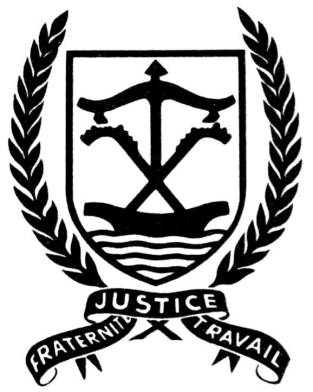
جمهورية داهومي (1958-1964)
جمهورية داهومي (1964-1975)
جمهورية بنين الشعبية (1975-1990)
جمهورية بنين (1990-)